# Bohumír Halouzka
Bohumír Halouzka (8. listopadu 1892 Olešnička část Štěpánova nad Svratkou – 8. května 1983 Praha) byl český varhaník, hudební skladatel a pedagog.

## Život
Již v dětství projevil mimořádné hudební nadání. Odešel studovat do Vídně. Na vídeňské Akademii (dnešní Universität für Musik und darstellende Kunst Wien) byl žákem Josefa Bohuslava Foerstera a Franze Schrekera. Po absolvování školy zůstal ve Vídni, stal se varhaníkem českého kostela, učil hudbu a vedl česká pěvecká sdružení.
Po první světové válce a vzniku Československa se vrátil do vlasti a působil jako ředitel kůru, sbormistr pěveckého spolku Puchmír a učitel hudby v Týně nad Vltavou. V roce 1924 přesídlil do Tábora, kde pokračoval v pedagogické činnosti, byl sbormistrem místního Hlaholu a varhaníkem v děkanském kostele Proměnění Páně na hoře Tábor. Zde setrval až do skončení druhé světové války.
Po osvobození se stal ředitelem hudební školy a učitelem zpěvu v Ústí nad Labem. Od roku 1949 žil v Praze. Dále pokračoval v pedagogické činnosti a pořádal varhanní koncerty.

## Dílo
Jako skladatel byl velmi plodný, avšak většina jeho děl zůstala v rukopisech. S ohledem na své zaměření je velká část jeho tvorby věnována chrámové hudbě a varhanám. Komponoval však také písně, sbory a klavírní skladby.

### Chrámové skladby
- Čtyři mše
- Ave Maria
- Fatima (oratorium)
- Verbum (oratorium)
- Zjevení (oratorium)
- Fantazie pro varhany (1924)

### Melodramy
- Modřín (1923, text Jaroslav Vrchlický)
- Rodnému městu (1925, text František Kroupa)

### Vokální skladby
- Prachatické písně
- Táborské písně
- Lenin
- Blaťácké sbory (1926)
- To je ta zem (text Marie Pujmanová).